# Torsionsmoment
In der technischen Mechanik wird ein Moment als Torsionsmoment bezeichnet, wenn ein damit belasteter Körper verdreht (tordiert) wird. Die im Körper (meistens ein Balken, ein Stab oder eine Welle) auftretenden mechanischen Spannungen, die dem Torsionsmoment das Gleichgewicht halten, werden Torsionsspannungen genannt.

## Torsion gerader Stäbe mit allgemeinem, aber konstantem Querschnitt
Wenn der Torsionsmomentvektor in Richtung der Balkenachse und durch den Schwerpunkt des Querschnitts geht und keine andere Beanspruchung wirkt, liegt reine Torsion vor.
Der Stab wird um seine Achse verdreht, wobei die Querschnitte senkrecht zur Achse im Allgemeinen nicht eben bleiben. Die Verteilung der im Material entstehenden Schubspannungen ist nicht elementar bestimmbar. Wegen des konstanten Querschnitts ist sie aber mit Ausnahme an den Momenteinleitungsstellen (i. d. R. an den Stabenden) über die Stablänge konstant.

## Torsion gerader Stäbe mit rundem Querschnitt
Die Schubspannungverteilung im Stabquerschnitt ist rotationssymmetrisch, weshalb die zur Stabachse senkrechten Querschnitte eben bleiben.

### Schubspannung

Mit Torsionsmoment M_{t} über die Länge L belasteter Stab mit Kreisquerschnitt: Verdrehwinkel α, zur Schraubenlinie verformte Mantellinie

Die Schubspannung {\displaystyle \tau } ist zum Torsionsmoment {\displaystyle M_{t}} proportional und wächst linear mit dem Querschnittsradius {\displaystyle r}. Proportionalitätsfaktor ist der Kehrwert des polaren Flächenträgheitsmoments {\displaystyle I_{p}} des Kreises oder Kreisrings (Rohr als Stab):
{\displaystyle \tau ={\frac {M_{t}}{I_{p}}}\cdot r}
Am Rand (Radius {\displaystyle R}) ist sie am größten:
{\displaystyle \tau _{\text{max}}={\frac {M_{t}}{I_{p}}}\cdot R}

### Verdrehwinkel
Der Verdrehwinkel {\displaystyle \alpha } ist zum Torsionsmoment {\displaystyle M_{t}} proportional und wächst linear mit der Stablänge {\displaystyle L}. Proportionalitätsfaktoren sind die Kehrwerte des Schubmoduls {\displaystyle G} des Materials und des polaren Flächenträgheitsmoments {\displaystyle I_{p}}:
{\displaystyle \alpha ={\frac {L}{G\cdot I_{p}}}\cdot M_{t}}
Fasst man Länge, Schubmodul und polares Flächenträgheitsmoment zum Direktionsmoment {\displaystyle D} zusammen, so gilt:
{\displaystyle \alpha ={\frac {1}{D}}\cdot M_{t}}